# オーディナリー・ラブ/ありふれた愛の物語
『オーディナリー・ラブ/ありふれた愛の物語』（原題:Ordinary Love）は、2019年に公開された英愛合作の恋愛映画。監督はリサ・バロス・ディーサとグレン・レイバーン、主演はリーアム・ニーソンとレスリー・マンヴィルが務めた。
日本では劇場公開されなかったが、2022年5月20日にスター・チャンネルで放送。後にNetflixでも配信されている。

## 概略
トムとジョーンは長年連れ添った夫婦で、一緒に過ごす時間が何よりも幸福を感じられる時間だった。しかし、そんなある日、ジョーンが乳がんであると判明し抗がん剤による治療が行われることになった。その副作用のため、ジョーンの髪はすっかり抜け落ちてしまった。がんが寛解するという保証がどこにもなく、最悪の事態も覚悟しなければならない状況の中、トムとジョーンは改めて夫婦関係を見つめなおしていく。

## キャスト
※括弧内は日本語吹替（Netflix版）
- ジョーン - レスリー・マンヴィル（塩田朋子）
- トム - リーアム・ニーソン（谷昌樹）
- ピーター - デヴィッド・ウィルモット（英語版）（仲野裕）
- スティーヴ - アミット・シャー（英語版）（小野賢章）
- 短髪患者 - ローズマリー・ヘンダーソン（坂本千夏）
- 外科医 - ジェラルディン・スカリンデン（すずき紀子）
- 女性医師 -. メラニー・クラーク・プレン（阿部彬名）
- タバコ男 - ラーラー・ロディ（西垣俊作）
- 黒髪患者 - マギー・クローニン（きそひろこ）
- 金魚店員 - オーウェン・マッカファーティー（西村健志）
- 半袖患者 - ヴィヴィアン・モノリ（織江珠生）
- ピンク髪患者 - ステラ・マカスカー（緑川博子）

日本語版制作スタッフ
演出：みさわあやこ、翻訳：家本千恵子、音響：佐竹徹也、制作：IYUNO-SDI GROUP／IYUNO STUDIOS

## 製作
2018年4月11日、リーアム・ニーソンとレスリー・マンヴィルが映画『Normal People』に出演するとの報道があった。2019年12月6日、タッチ・センシティブ・レコーズが本作のサウンドトラックを発売した。

## 公開・マーケティング
2018年10月25日、本作の劇中写真が初めて公開された。12月、ブリーカー・ストリートが本作の全米配給権を購入した。2019年9月9日、本作は第44回トロント国際映画祭でプレミア上映された。その際、タイトルが『Normal People』から『Ordinary Love』に変更された。20日、本作のオフィシャル・トレイラーが公開された。

## 評価
本作は批評家から絶賛されている。映画批評集積サイトのRotten Tomatoesには84件のレビューがあり、批評家支持率は93%、平均点は10点満点で7.71点となっている。サイト側による批評家の見解の要約は「リーアム・ニーソンとレスリー・マンヴィルの素晴らしい演技のお陰で、『オーディナリー・ラブ/ありふれた愛の物語』はある夫婦の闘病生活を通して胸が張り裂けるようなドラマを展開できている。」となっている。また、Metacriticには23件のレビューがあり、73/100となっている。